# OBREP
Unitra-OBREP (Ośrodek Badawczo-Rozwojowy Elektroniki Próżniowej) – ośrodek badawczo-rozwojowy wydzielony na początku lat 70. XX wieku z Przemysłowego Instytutu Elektroniki.

## Historia
Pierwszym dyrektorem OBREP był prof. Wiesław Barwicz, pełniąc tę funkcję do roku 1980.
OBREP był kilkakrotnie reorganizowany, przyjmując nazwy OBREP, Ośrodek Badawczo-Rozwojowy Przetworników Obrazu (OBRPO), Ośrodek Badawczo-Rozwojowy Techniki Telewizyjnej (OBRTT), Instytut Technologii Próżniowej (ITP).
Kolejnym dyrektorem OBREP był doc. Czesław Kiliszek, pełniąc tę funkcję do roku 2002.
W 2002 nastąpiło ponowne włączenie ITP (OBREP) do Przemysłowego Instytutu Elektroniki (PIE). W dniu 1 września 2007 na mocy zarządzenia ministra gospodarki nastąpiło połączenie PIE z Instytutem Tele- i Radiotechnicznym (ITR). Skonsolidowane jednostki działają pod nazwą ITR.

## Działalność OBREP
W OBREP opracowywano konstrukcje polskich pomp jonowo-sorpcyjnych, zeolitowych, sublimacyjnych, sublimacyjno-pułapkowych, widikonów, przetworników obrazu do potrzeb noktowizji, wyświetlaczy VFD, plazmowych, sond jonizacyjnych. W OBREP opracowywano pasty emisyjne i luminofory do lamp elektronowych i kineskopów. Rozwijano również urządzenia do pomiarów składu gazów resztkowych- początkowo omegatrony (typ GOM3) a następnie kwadrupolowe spektrometry mas serii QSM (w tym QSM200, 300 i 500).
OBREP jako jedyny ośrodek w Polsce zajmował się techniką spawania elektronowego, opracowując spawarki i świadcząc usługi w tym zakresie. Od 2007 roku prace OBREP kontynuuje Zakład Techniki Próżniowej ITR. Głównym obszarem badań i produkcji są stycznikowe i wyłącznikowe próżniowe komory gaszeniowe, spawarki elektronowiązkowe, przemysłowa aparatura próżniowa.   